# NGC 3175
NGC 3175 é uma galáxia espiral barrada (SBab) localizada na direcção da constelação de Antlia. Possui uma declinação de -28° 52' 16" e uma ascensão recta de 10 horas, 14 minutos e 42,3 segundos.
A galáxia NGC 3175 foi descoberta em 30 de Março de 1835 por John Herschel.